# 20 (албум)
20 е сборен албум с най-добрите хитове на американската група Ти Ел Си издаден на 15 октомври 2013 година.

## Списък с песните
1. „Ain't 2 Proud 2 Beg“ – 4:05
2. „What About Your Friends“ – 4:04
3. „Baby-Baby-Baby“ – 3:57
4. „Hat 2 da Back“ – 4:05
5. „Creep“ – 4:26
6. „Waterfalls“ – 4:17
7. „Red Light Special“ – 4:37
8. „Diggin' on You“ – 4:14
9. „Kick Your Game“ – 4:13
10. „No Scrubs“ – 3:36
11. „Unpretty“ – 4:00
12. „Silly Ho“ – 4:15
13. „Damaged“ – 3:52
14. „Girl Talk (само за Япония)“ – 3:31
15. „Turntable (само за Япония)“
16. „Meant to Be“ – 3:28